# Huperzia miyoshiana
Huperzia miyoshiana är en lummerväxtart som först beskrevs av Tomitaro Makino, och fick sitt nu gällande namn av Ren Chang Ching. Huperzia miyoshiana ingår i släktet lopplumrar, och familjen lummerväxter. Inga underarter finns listade i Catalogue of Life.